# 1852년 영국 총선
1852년 영국 총선은 1852년 영국에서 치러진 총선으로, 야당인 휘그당이 더 많은 득표를 했으나, 에드워드 스탠리 수상의 보수당이 과반을 차지한다

## 선거 결과
정당별 의석수
| 정당   | 의석수 |
| ------ | ------ |
| 보수당 | 330    |
| 휘그당 | 324    |
| 합계   | 654    |

정당 득표율
| 정당     | 득표수  | 득표율 |
| -------- | ------- | ------ |
| 휘그당   | 430,882 | 57.9%  |
| 보수당   | 311,481 | 41.9%  |
| 차티스트 | 1,541   | 0.2%   |